# چرخ ممتد

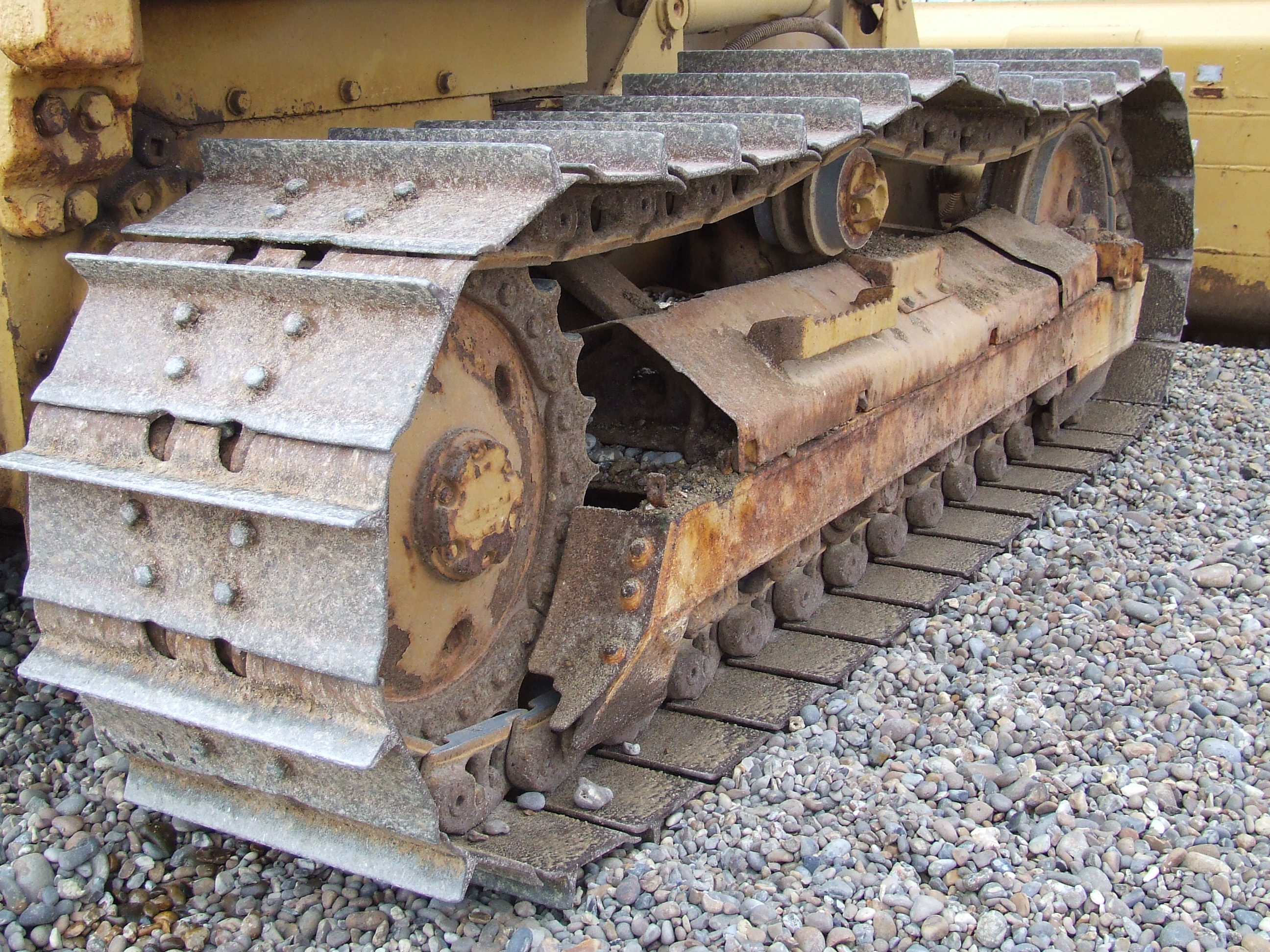
شنی کاترپیلار

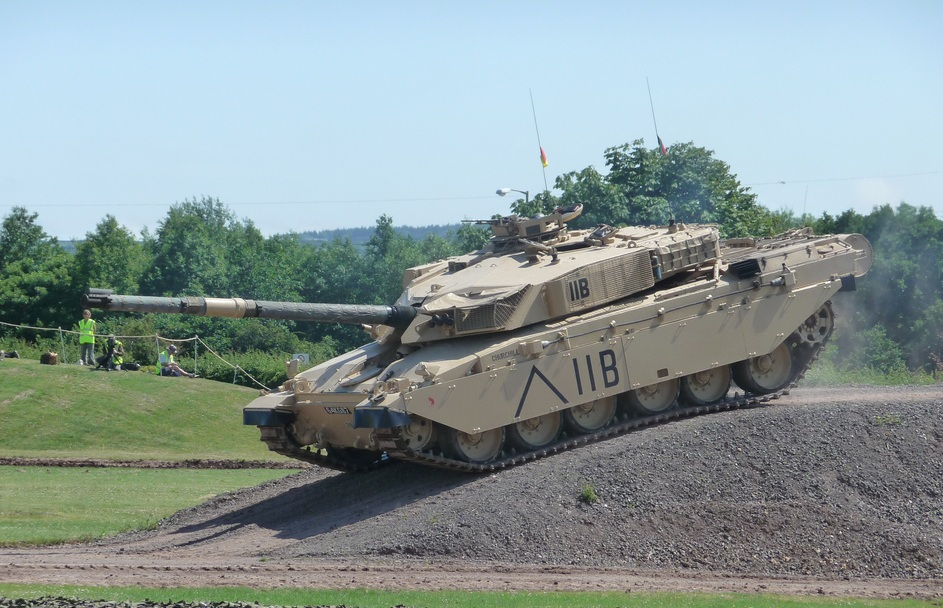

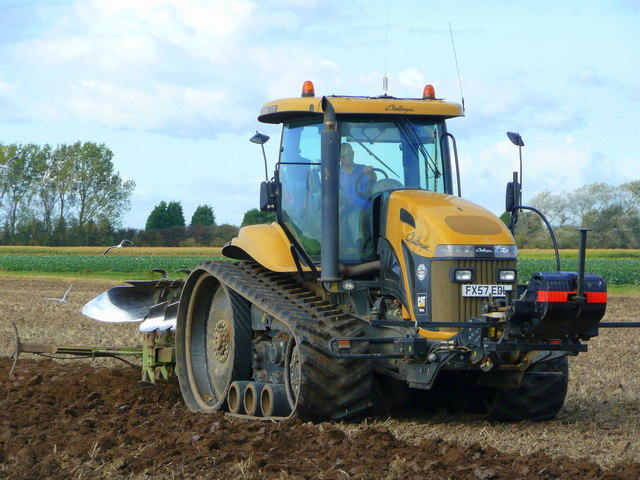
تراکتور با رابط لاستیکی

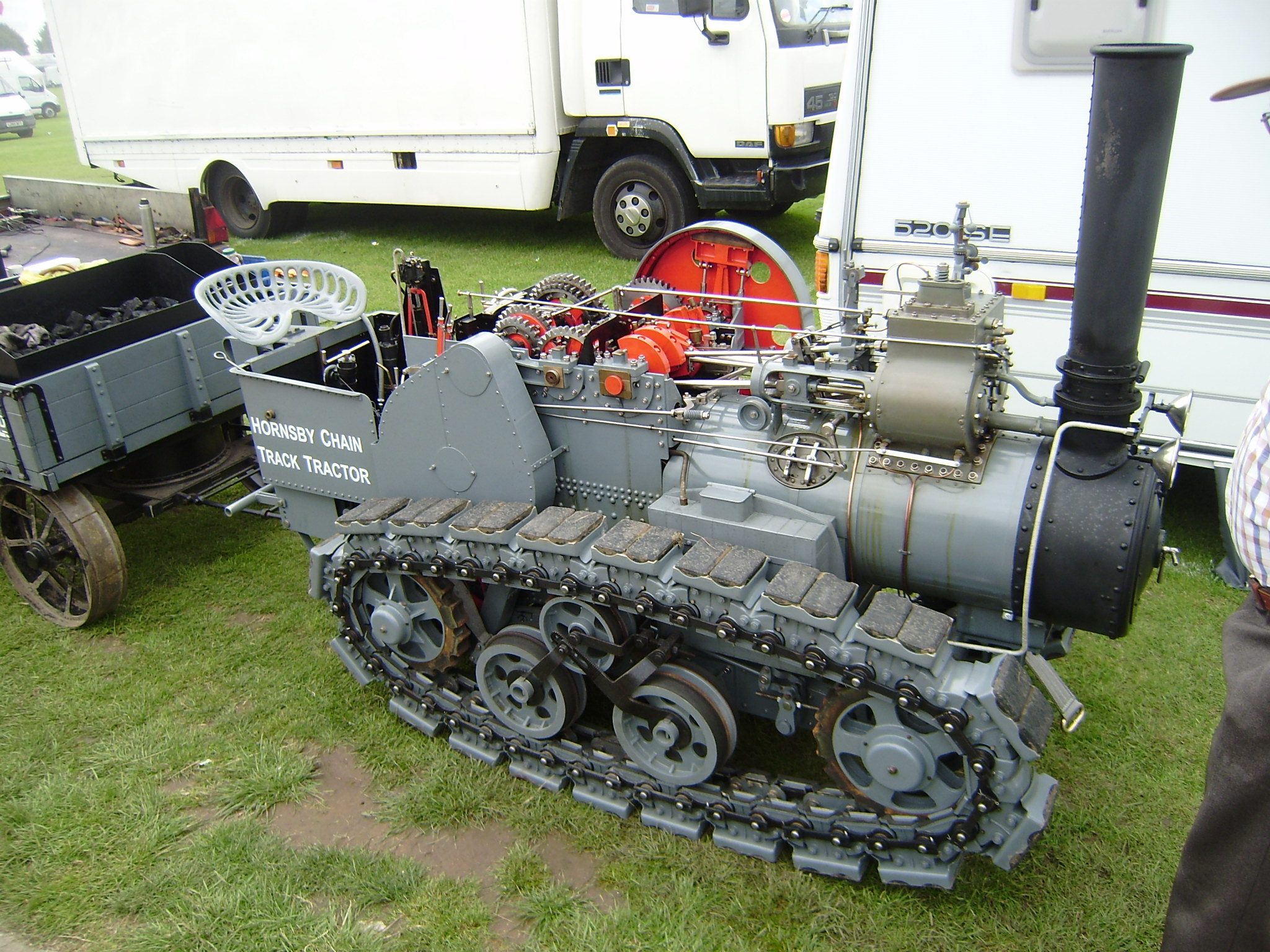

چرخ زنجیری یا چرخ ممتد (به انگلیسی: continuous track) یا پالت تانک (به انگلیسی: tank tread)، که بیشتر به شِنی (به فرانسوی: chenille) معروف است، به سیستم چرخی می‌گویند که برای طی راه خود از چندین چرخ که به وسیلهٔ ورق‌هایی از جنس پولاد یا لاستیک سخت پیوسته شده باشند.
این گونه چرخ بیشتر برای خودروهای سنگین رزمی یا کشاورزی و راه‌سازی به جهت ساختار فیزیکی آن قابلیت عبور کردن از پستی و بلندی‌ها و جاده‌های گِلی را برای خودرو دارد.
این ساختار در بیش از ۱۷۰۰ گونه خودرو وجود دارد که برای نمونه می‌توان به بولدوزر، بیل مکانیکی، تراکتور، و تانک اشاره کرد.